# تفجيرات 5 سبتمبر 2016 في سوريا
في 5 سبتمبر 2016، حدثت 3 عمليات انتحارية متتالية في مدن سورية مختلفة طرطوس، حمص، دمشق و الحسكة (مدينة). حيث تم تفجير سيارة مفخخة في الطريق الساحلي في طرطوس مما أدى لمقتل أكثر من 5 أشخاص، ومن بعدها هجوم انتحاري على المتجمهرين المتجمعين في المنطقة. سيارة مفخخة أخرى أيضاً انفجرت في نقطة تفتيش للجيش السوري في منطقة زهراء في حمص مما أدى لمقتل جنديين. دراجة نارية تفجرت بالقرب من نقطة تفتيش للأسايش في الحسكة ومما أدى لمقتل 5 اشخاص على الأقل، و تبعها تفجير في العاصمة دمشق